# Rio Linda
Rio Linda ist ein census-designated place (CDP) im Sacramento County im US-Bundesstaat Kalifornien mit 15.944 Einwohnern (Stand: 2020).
Die geographischen Koordinaten sind: 38,69° Nord, 121,46° West. Das Stadtgebiet hat eine Größe von 14,2 km².